# Huia (rivière)
La rivière Huia  (en anglais : Huia River) est un cours d’eau situé dans la région de la West Coast.dans l’Île du Sud de la Nouvelle-Zélande.

## Géographie
Elle s’écoule vers le nord pour rencontrer la rivière Kakapo  à 2 kilomètres avant que celle-ci  ne se jette dans la rivière Karamea, à 17 kilomètres à l’est de la ville de Karamea.